# Piergiorgio Righele
Piergiorgio Righele (Malo, 1938 – 25 settembre 1997) è stato un direttore di coro italiano, fondatore, a Malo nel 1967, del gruppo corale I Cantori di Santomio.

## Biografia
Il percorso musicale di Piergiorgio Righele si identifica con le interpretazioni, con i successi artistici e con i molti premi conseguiti nei concorsi di esecuzione polifonica, a livello nazionale ed internazionale, del coro da lui fondato e diretto dal 1967.
Righele svolse un'intensa attività come didatta, formando intere generazioni di direttori di coro. Fu presente come docente - assieme a René Clemencic, a Gary Graden, a Diego Fasolis - al Corso triennale di qualifica professionale per Direttori coro patrocinato dalla CEE e dalla Regione Toscana ed organizzato dalla Fondazione Guido d'Arezzo di Arezzo dal 1994 al 1996; collaborò lungamente con l'Associazione per lo Sviluppo delle Attività Corali (A.S.A.C.) del Veneto, tenendo Corsi di aggiornamento per direttori di coro.
Formatosi in Canto Liturgico Cristiano ai Corsi Internazionali di Cremona promossi dall'Associazione Internazionale Studi di canto Gregoriano (AISCGre), sotto la direzione di Luigi Agustoni, fondò nel 1994 ad Arenzano (Genova) il corso Canto gregoriano: testo, musica, rito insieme a Guido Milanese e con la collaborazione di Bonifacio (Giacomo) Baroffio, di Godehard Joppich e di Massimo Lattanzi.
Il Maestro Righele fu inoltre attivo come docente in diversi corsi per la formazione dei cori (Coro "Jacopo Tomadini" di San Vito al Tagliamento, Associazione Corale "Giuseppe Verdi" di Teramo). Fu incaricato dall'Unione Società Corali Italiane (USCI) della Provincia di Pordenone della preparazione tecnico-artistica del "Coro Maschile Provinciale", ora Officium Consort.
Morì improvvisamente il 25 settembre 1997.

## In memoriam
Ogni anno nella Chiesa di Santa Libera di Malo, luogo a cui il maestro Righele era particolarmente legato, viene organizzato un concerto corale in sua memoria in cui si esibiscono i migliori cori italiani. L'Associazione Corale I Cantori di Santomio, l'ASAC Veneto, l'Amministrazione Comunale di Malo, per ricordare la figura del Maestro cinque anni dopo la sua prematura scomparsa, ha organizzato nel 2002 il Concorso internazionale di composizione corale "Piergiorgio Righele" vinto da Gianmartino Durighello.
Gli è stata intitolata la Schola gregoriana Piergiorgio Righele di Pescara, attiva dal 1998.
A lui è intitolata l'Accademia triennale per direttori di coro dell'ASAC Veneto con le tre facoltà di direzione corale, preparatori vocali e musicologia ed etnomusicologia.
Nel 2017, il direttore di coro maladense Riccardo Lapo scrive una tesina biografica dal titolo “Piergiorgio Righele, artigiano del canto corale” presentata in occasione del diploma presso l’Accademia omonima e tracciando per la prima volta un profilo scritto della vita e del lavoro del maestro, ad oggi unico documento esistente.